# Leichtathletik-Halleneuropameisterschaften 1986
Die 17. Leichtathletik-Halleneuropameisterschaften fanden vom 22. bis 23. Februar 1986 im Palacio de Deportes in Madrid statt. Spanien war zum zweiten Mal nach 1977 Gastgeberland der Veranstaltung.

## Ergebnisse Männer

### 60 m
| Platz | Athlet            | Land | Zeit (s) |
| ----- | ----------------- | ---- | -------- |
| 1     | Ronald Desruelles | BEL  | 6,61     |
| 2     | Steffen Bringmann | GDR  | 6,64     |
| 3     | Bruno Marie-Rose  | FRA  | 6,65     |
| 4     | Frank Emmelmann   | GDR  | 6,66     |
| 5     | Andreas Berger    | AUT  | 6,70     |
| 6     | José Arques       | ESP  | 6,70     |

### 200 m
| Platz | Athlet             | Land | Zeit (s) |
| ----- | ------------------ | ---- | -------- |
| 1     | Linford Christie   | GBR  | 21,10    |
| 2     | Alexandr Jewgenjew | URS  | 21,18    |
| 3     | Mykola Rashonow    | URS  | 21,48    |
| 4     | Daniel Sangouma    | FRA  | 21,78    |

### 400 m
| Platz | Athlet            | Land | Zeit (s) |
| ----- | ----------------- | ---- | -------- |
| 1     | Thomas Schönlebe  | GDR  | 46,97    |
| 2     | José Alonso       | ESP  | 47,12    |
| 3     | Mathias Schersing | GDR  | 47,59    |
| 4     | Arjen Visserman   | NED  | 47,69    |

### 800 m
| Platz | Athlet             | Land | Zeit (min) |
| ----- | ------------------ | ---- | ---------- |
| 1     | Peter Braun        | FRG  | 1:48,96    |
| 2     | Colomán Trabado    | ESP  | 1:49,12    |
| 3     | Thierry Tonnellier | FRA  | 1:49,51    |
| 4     | Philippe Collard   | FRA  | 1:49,79    |
| 5     | Axel Harries       | FRG  | 1:50,04    |
| 6     | Jussi Udelhoven    | FRG  | 1:53,78    |

### 1500 m
| Platz | Athlet                  | Land | Zeit (min) |
| ----- | ----------------------- | ---- | ---------- |
| 1     | José Luis González      | ESP  | 3:44,55    |
| 2     | José Luis Carreira      | ESP  | 3:45,07    |
| 3     | Han Kulker              | NED  | 3:46,46    |
| 4     | Uwe Mönkemeyer          | FRG  | 3:46,47    |
| 5     | Peter Wirz              | SUI  | 3:48,06    |
| 6     | Adelino Hidalgo         | ESP  | 3:49,14    |
| 7     | Alessandro Lambruschini | ITA  | 3:49,95    |
| 8     | Jan Kraus               | TCH  | 3:55,77    |

### 3000 m
| Platz | Athlet             | Land | Zeit (min) |
| ----- | ------------------ | ---- | ---------- |
| 1     | Dietmar Millonig   | AUT  | 7:59,08    |
| 2     | Stefano Mei        | ITA  | 7:59,12    |
| 3     | João Campos        | POR  | 7:54,03    |
| 4     | Gábor Szabó        | HUN  | 7:59,99    |
| 5     | Thomas Wessinghage | FRG  | 8:00,76    |
| 6     | Walter Merlo       | ITA  | 8:03,29    |
| 7     | António Leitão     | POR  | 8:03,43    |
| 8     | Lubomír Tesáček    | TCH  | 8:04,74    |

### 60 m Hürden
| Platz | Athlet             | Land | Zeit (s) |
| ----- | ------------------ | ---- | -------- |
| 1     | Javier Moracho     | ESP  | 7,67     |
| 2     | Daniele Fontecchio | ITA  | 7,70     |
| 3     | Holger Pohland     | GDR  | 7,71     |
| 4     | Carlos Sala        | ESP  | 7,74     |
| 5     | Liviu Giurgian     | ROU  | 7,74     |
| 6     | Romuald Giegiel    | POL  | 7,75     |

### Hochsprung
| Platz | Athlet             | Land | Höhe (m) |
| ----- | ------------------ | ---- | -------- |
| 1     | Dietmar Mögenburg  | FRG  | 2,34     |
| 2     | Carlo Thränhardt   | FRG  | 2,31     |
| 3     | Geoff Parsons      | GBR  | 2,28     |
| 3     | Eddy Annys         | BEL  | 2,28     |
| 5     | Sorin Matei        | ROU  | 2,28     |
| 6     | Patrik Sjöberg     | SWE  | 2,24     |
| 6     | Krzysztof Krawczyk | POL  | 2,24     |
| 8     | Ján Zvara          | TCH  | 2,24     |

### Stabhochsprung
| Platz | Athlet           | Land | Höhe (m) |
| ----- | ---------------- | ---- | -------- |
| 1     | Atanas Tarew     | BUL  | 5,70     |
| 2     | Marian Kolasa    | POL  | 5,70     |
| 3     | Philippe Collet  | FRA  | 5,65     |
| 4     | Mirosław Chmara  | POL  | 5,65     |
| 5     | František Jansa  | TCH  | 5,50     |
| 6     | Ryszard Kolasa   | POL  | 5,30     |
| 6     | Philippe Houvion | FRA  | 5,30     |
| 6     | Zdeněk Lubenský  | TCH  | 5,30     |

### Weitsprung
| Platz | Athlet             | Land | Weite (m) |
| ----- | ------------------ | ---- | --------- |
| 1     | Robert Emmijan     | URS  | 8,32      |
| 2     | László Szalma      | HUN  | 8,24      |
| 3     | Jan Leitner        | TCH  | 8,17      |
| 4     | Antonio Corgos     | ESP  | 8,12      |
| 5     | Serhij Lajewskyj   | URS  | 8,05      |
| 6     | Zdeněk Hanáček     | TCH  | 7,94      |
| 7     | Atanas Tschotschew | BUL  | 7,85      |
| 8     | Jésus Oliván       | ESP  | 7,82      |

### Dreisprung
| Platz | Athlet              | Land | Weite (m) |
| ----- | ------------------- | ---- | --------- |
| 1     | Māris Bružiks       | URS  | 17,54     |
| 2     | Wladimir Plechanow  | URS  | 17,21     |
| 3     | Béla Bakosi         | HUN  | 16,93     |
| 4     | Ján Čado            | TCH  | 16,90     |
| 5     | Arne Holm           | SWE  | 16,87     |
| 6     | Georgi Pomaschki    | BUL  | 16,75     |
| 7     | Dario Badinelli     | ITA  | 16,67     |
| 8     | Marios Hadjiandreou | CYP  | 16,43     |

### Kugelstoßen
| Platz | Athlet             | Land | Weite (m) |
| ----- | ------------------ | ---- | --------- |
| 1     | Werner Günthör     | SUI  | 21,51     |
| 2     | Sergei Smirnow     | URS  | 20,36     |
| 3     | Marco Montelatici  | ITA  | 20,11     |
| 4     | Jānis Bojārs       | URS  | 20,09     |
| 5     | Edward Sarul       | POL  | 19,73     |
| 6     | Karsten Stolz      | FRG  | 19,63     |
| 7     | Udo Gelhausen      | FRG  | 19,36     |
| 8     | Anders Skärvstrand | SWE  | 18,79     |

## Ergebnisse Frauen

### 60 m
| Platz | Athletin           | Land | Zeit (s) |
| ----- | ------------------ | ---- | -------- |
| 1     | Nelli Fiere-Cooman | NED  | 7,00     |
| 2     | Marlies Göhr       | GDR  | 7,08     |
| 3     | Silke Gladisch     | GDR  | 7,14     |
| 4     | Beverly Kinch      | GBR  | 7,16     |
| 5     | Laurence Bily      | FRA  | 7,34     |
| 6     | Heidi-Elke Gaugel  | FRG  | 7,45     |

### 200 m
| Platz | Athletin          | Land | Zeit (s) |
| ----- | ----------------- | ---- | -------- |
| 1     | Marita Koch       | GDR  | 22,58    |
| 2     | Ewa Kasprzyk      | POL  | 22,96    |
| 3     | Kirsten Emmelmann | GDR  | 23,28    |
| 4     | Ewa Pisiewicz     | POL  | 23,63    |

### 400 m
| Platz | Athletin            | Land | Zeit (s) |
| ----- | ------------------- | ---- | -------- |
| 1     | Sabine Busch        | GDR  | 51,40    |
| 2     | Petra Müller        | GDR  | 51,59    |
| 3     | Ann-Louise Skoglund | SWE  | 52,40    |
| 4     | Taťána Kocembová    | TCH  | 53,16    |

### 800 m
| Platz | Athletin           | Land | Zeit (min) |
| ----- | ------------------ | ---- | ---------- |
| 1     | Sigrun Ludwigs     | GDR  | 1:59,89    |
| 2     | Cristieana Matei   | ROU  | 2:01,54    |
| 3     | Slobodanka Čolović | YUG  | 2:03,28    |
| 4     | Kirsty McDermott   | GBR  | 2:03,69    |
| 5     | Ella Kovacs        | ROU  | 2:08,96    |
|       | Catherine Guerrero | FRA  | DNS        |

### 1500 m
| Platz | Athletin         | Land | Zeit (min) |
| ----- | ---------------- | ---- | ---------- |
| 1     | Swetlana Kitowa  | URS  | 4:14,25    |
| 2     | Tatjana Lebonda  | URS  | 4:14,29    |
| 3     | Mitica Junghiatu | ROU  | 4:15,00    |
| 4     | Elly van Hulst   | NED  | 4:16,21    |
| 5     | Mary McKenna     | IRL  | 4:20,82    |
| 6     | Asunción Sinovas | ESP  | 4:23,16    |
| 7     | Roisin Smyth     | IRL  | 4:23,84    |
| 8     | Agnese Possamai  | ITA  | 4:24,57    |

### 3000 m
| Platz | Athletin          | Land | Zeit (min) |
| ----- | ----------------- | ---- | ---------- |
| 1     | Ines Bibernell    | GDR  | 8:54,52    |
| 2     | Yvonne Murray     | GBR  | 9:01,31    |
| 3     | Regina Čistiakova | URS  | 9:01,72    |
| 4     | Jelena Romanowa   | URS  | 9:03,85    |
| 5     | Margareta Keszeg  | ROU  | 9:09,95    |
| 6     | Aurora Cunha      | POR  | 9:10,50    |
| 7     | Iva Jurková       | TCH  | 9:11,42    |
| 8     | Teresa Recio      | ESP  | 9:41,98    |

### 60 m Hürden
| Platz | Athletin           | Land | Zeit (s) |
| ----- | ------------------ | ---- | -------- |
| 1     | Cornelia Oschkenat | GDR  | 7,79     |
| 2     | Anne Piquereau     | FRA  | 7,89     |
| 3     | Kerstin Knabe      | GDR  | 7,90     |
| 4     | Ulrike Denk        | FRG  | 7,91     |
| 5     | Laurence Elloy     | FRA  | 7,94     |
| 6     | Jordanka Donkowa   | BUL  | 8,09     |

### Hochsprung
| Platz | Athletin           | Land | Höhe (m) |
| ----- | ------------------ | ---- | -------- |
| 1     | Andrea Bienias     | GDR  | 1,97     |
| 2     | Gabriele Günz      | GDR  | 1,94     |
| 3     | Larissa Kossizyna  | URS  | 1,94     |
| 4     | Diana Davies       | GBR  | 1,90     |
| 5     | Maryse Éwanjé-Épée | FRA  | 1,90     |
| 5     | Alessandra Fossati | ITA  | 1,90     |
| 7     | Swetlana Issaewa   | BUL  | 1,85     |
| 8     | Susanne Lorentzon  | SWE  | 1,85     |

### Weitsprung
| Platz | Athletin        | Land | Weite (m) |
| ----- | --------------- | ---- | --------- |
| 1     | Heike Drechsler | GDR  | 7,18      |
| 2     | Helga Radtke    | GDR  | 6,94      |
| 3     | Olena Kokonowa  | URS  | 6,90      |
| 4     | Monika Hirsch   | FRG  | 6,68      |
| 5     | Ljudmila Ninowa | BUL  | 6,63      |
| 6     | Jasmin Feige    | FRG  | 6,62      |
| 7     | Marieta Ilcu    | ROU  | 6,61      |
| 8     | Nadine Debois   | FRA  | 6,60      |

### Kugelstoßen
| Platz | Athletin        | Land | Weite (m) |
| ----- | --------------- | ---- | --------- |
| 1     | Claudia Losch   | FRG  | 20,48     |
| 2     | Heidi Krieger   | GDR  | 20,21     |
| 3     | Mihaela Loghin  | ROU  | 19,07     |
| 4     | Nunu Abaschydse | URS  | 18,44     |
| 5     | Petra Leidinger | FRG  | 18,26     |
| 6     | Asta Hovi       | FIN  | 17,84     |
| 7     | Stephanie Storp | FRG  | 17,80     |
| 8     | Soňa Vašícková  | TCH  | 17,52     |

## Medaillenspiegel
| Medaillenspiegel Endstand nach 22 Entscheidungen | Medaillenspiegel Endstand nach 22 Entscheidungen | Medaillenspiegel Endstand nach 22 Entscheidungen | Medaillenspiegel Endstand nach 22 Entscheidungen | Medaillenspiegel Endstand nach 22 Entscheidungen | Medaillenspiegel Endstand nach 22 Entscheidungen |
| Platz                                            | Land                                             | Gold                                             | Silber                                           | Bronze                                           | Gesamt                                           |
| ------------------------------------------------ | ------------------------------------------------ | ------------------------------------------------ | ------------------------------------------------ | ------------------------------------------------ | ------------------------------------------------ |
| 1                                                | Deutsche Demokratische Republik                  | 8                                                | 6                                                | 5                                                | 19                                               |
| 2                                                | Sowjetunion                                      | 3                                                | 4                                                | 4                                                | 11                                               |
| 3                                                | Deutschland                                      | 3                                                | 1                                                | 0                                                | 4                                                |
| 4                                                | Spanien                                          | 2                                                | 3                                                | 0                                                | 5                                                |
| 5                                                | Vereinigtes Königreich                           | 1                                                | 1                                                | 1                                                | 3                                                |
| 6                                                | Belgien                                          | 1                                                | 0                                                | 1                                                | 2                                                |
| 6                                                | Niederlande                                      | 1                                                | 0                                                | 1                                                | 2                                                |
| 8                                                | Bulgarien                                        | 1                                                | 0                                                | 0                                                | 1                                                |
| 8                                                | Österreich                                       | 1                                                | 0                                                | 0                                                | 1                                                |
| 8                                                | Schweiz                                          | 1                                                | 0                                                | 0                                                | 1                                                |
| 11                                               | Italien                                          | 0                                                | 2                                                | 1                                                | 3                                                |
| 13                                               | Polen                                            | 0                                                | 2                                                | 0                                                | 2                                                |
| 14                                               | Rumänien                                         | 0                                                | 1                                                | 2                                                | 3                                                |
| 15                                               | Ungarn                                           | 0                                                | 1                                                | 1                                                | 2                                                |
| 16                                               | Jugoslawien                                      | 0                                                | 0                                                | 1                                                | 1                                                |
| 16                                               | Portugal                                         | 0                                                | 0                                                | 1                                                | 1                                                |
| 16                                               | Schweden                                         | 0                                                | 0                                                | 1                                                | 1                                                |
| 16                                               | Tschechoslowakei                                 | 0                                                | 0                                                | 1                                                | 1                                                |